# Jeff Garlin
Jeff Garlin (Chicago, 5 giugno 1962) è un comico e attore statunitense, conosciuto per aver interpretato i ruoli di Phil Reyson nel film L'asilo dei papà e di Jeff Greene nella serie TV Curb Your Enthusiasm.

## Biografia
Nato a Chicago, nell'Illinois, da una famiglia ebraica, e poi trasferitosi a sud della Florida, fin da giovane Jeff ha studiato recitazione e ha iniziato a esibirsi in varie stand-up comedy, mentre studiava presso l'Università di Miami. Ha iniziato la sua carriera nella sua città natale (Second City, Chicago) quando, influenzato dai comici della sua infanzia come Richard Pryor, Woody Allen e Shelley Berman, inizia ad esibirsi raccontando storie e aneddoti con autoironia, ottenendo l'approvazione dal suo piccolo pubblico. Affermato anche come doppiatore, ha dato voce anche a molti personaggi dei film della Pixar Animation Studios, come il capitano nel film WALL•E e il personaggio di Cono di Panna nel film Toy Story 3 - La grande fuga.
Nel 2000 prende parte come coprotagonista nella serie TV della HBO Curb Your Enthusiasm, con l'attore-produttore televisivo Larry David, dove interpreta il suo fedele manager Jeff Greene. La serie ha vinto nel 2002 il Golden Globe con il premio per la migliore commedia. Come regista ha co-diretto Curb Your Enthusiasm e altre serie TV della HBO. Ha recitato sul grande schermo assieme a Eddie Murphy nella commedia della Columbia Tristar L'asilo dei papà. Nel 1994 ha sposato la responsabile dei casting Marla Beth Cahan da cui ha avuto due figli: James (1996) e Duke (2000). Si sono separati nel 2018 per poi divorziare nel 2020.

## Filmografia parziale

### Attore

#### Cinema
- Eroe per caso (Hero), regia di Stephen Frears (1992)
- RoboCop 3, regia di Fred Dekker (1993)
- Austin Powers - La spia che ci provava (Austin Powers: The Spy Who Shagged Me), regia di Jay Roach (1999)
- Duetto a tre (The Third Wheel), regia di Jordan Brady (2002)
- L'asilo dei papà (Daddy Day Care), regia di Steve Carr (2003)
- Sleepover, regia di Joe Nussbaum (2004)
- After the Sunset, regia di Brett Ratner (2004)
- Dick & Jane - Operazione furto (2005)
- Trainwreck: My Life as an Idoit (2007)
- The Rocker - Il batterista nudo (The Rocker), regia di Peter Cattaneo (2008)
- Strange Wilderness, regia di Fred Wolf (2008)
- Il cacciatore di ex (The Bounty Hunter), regia di Andy Tennant (2010)
- Safety Not Guaranteed, regia di Colin Trevorrow (2012)
- Dealin' With Idiots, regia di Jeff Garlin (2013)
- Dimmi quando, regia di Lynn Shelton (2014)
- Handsome: Un giallo Netflix (Handsome: A Netflix Mystery Movie), regia di Jeff Garlin (2017)
- Star Wars - L'ascesa di Skywalker (Star Wars: The Rise of Skywalker), regia di J. J. Abrams (2019)
- Studio 666, regia di BJ McDonnell (2022)
- Babylon, regia di Damien Chazelle (2022)

#### Televisione
- Pappa e ciccia – serie TV, 1 episodio (1989)
- Caro John – serie TV, 1 episodio (1989)
- Baywatch – serie TV, 1 episodio (1995)
- Innamorati pazzi – serie TV, 15 episodi (1997-2019)
- Curb Your Enthusiasm – serie TV, 77 episodi (2000-2020)
- Tutti amano Raymond – serie TV, 2 episodi (2001-2003)
- Arrested Development - Ti presento i miei – serie TV, 11 episodi (2005-2013)
- I maghi di Waverly – serie TV, 3 episodi (2008-2010)
- Community – serie TV, episodio 3x08 (2011)
- The Goldbergs – serie TV dalla 1' alla 9' stagione (2013-2021)
- 2 Broke Girls – serie TV, 1 episodio (2014)

### Doppiatore
- Cattivone in The Jimmy Timmy Power Hour 3: The Jerkinators
- Comandante in WALL•E
- Cono di panna in Toy Story 3 - La grande fuga, Toy Story 4 e Vacanze hawaiiane
- Otis in Cars 2
- Perry Babcock in ParaNorman

### Regista e sceneggiatore
- Dealin' With Idiots (2013)
- Handsome: Un giallo Netflix (Handsome: A Netflix Mystery Movie) (2017)

## Doppiatori italiani
Nelle versioni in italiano delle opere in cui ha recitato, Jeff Garlin è stato doppiato da:
- Massimo De Ambrosis in RoboCop 3, Handsome: Un giallo Netflix
- Pasquale Anselmo in Curb Your Enthusiasm (st. 1-4), The Goldbergs
- Alessandro Rossi in L'asilo dei papà, Il cacciatore di ex
- Vladimiro Conti in Innamorati pazzi
- Nino Prester in Sleepover
- Gerolamo Alchieri ne I maghi di Waverly
- Roberto Stocchi in The Rocker - Il batterista nudo
- Francesco Orlando in Community
- Giuliano Bonetto In In a World... - Ascolta la mia voce
- Massimo Milazzo in Curb Your Enthusiasm (st. 5)
- Mario Scarabelli in Studio 666
- Fabrizio Temperini in Babylon
- Pierluigi Astore in Non ho mai...

Da doppiatore è sostituito da:
- Enzo Avolio in Toy Story 3 - La grande fuga, WALL•E, ParaNorman, Toy Story 4, I perché di Forky
- Ambrogio Colombo in Cars 2